# Sison carvifolium
Sison carvifolium är en flockblommig växtart som beskrevs av Dc. Sison carvifolium ingår i släktet höstpersiljor, och familjen flockblommiga växter. Inga underarter finns listade i Catalogue of Life.